# Аво (Олівейра-ду-Ошпітал)
Аво (порт. Avô)  — район (фрегезія) в Португалії, входить в округ Коїмбра. Є складовою частиною муніципалітету  Олівейра-ду-Ошпітал. За старим адміністративним поділом входив в провінцію Бейра-Алта. Входить в економіко-статистичний субрегіон Пиньял-Інтеріор-Норте, який входить в Центральний регіон. Населення становить 633 особи на 2001 рік. Займає площу 7,71 км². 
| Португалія | Це незавершена стаття з географії Португалії. Ви можете допомогти проєкту, виправивши або дописавши її. |